# Chlorizeina
Genre
Chlorizeina est un genre d'insectes orthoptères de la famille des Pyrgomorphidae, de la sous-famille des Pyrgomorphinae et de la tribu des Chlorizeinini.

## Espèces
- Chlorizeina feae Kevan, 1969
- Chlorizeina togulata Rehn, 1951
- Chlorizeina unicolor Brunner von Wattenwyl, 1893 (type)
- Chlorizeina yunnana Mao & Li, 2015